# غادة راضي
غادة راضي، ممثلة مصرية.

## عن حياتها
من عائلة فنية كبيرة. والدها هو المخرج الكبير محمد راضي وشقيقة المخرج إيهاب راضي وعمها الممثل الراحل السيد راضي. قامت بتمثيل العديد من الأعمال السنيمائية الناجحة مثل فيلم فتاة من إسرائيل وفيلم حبك نار وأعمال تلفزيونية هامة مثل مسلسل الكومي للفنان ممدوح عبد العليم والفنانة الهام شاهين.
تملك غادة شركة إنتاج، كما أنها اشتغلت لفترة طويلة كمرشدة سياحية بالإضافة إلى أنها تتحدث الكثير من اللغات مثل الإنجليزية والفرنسية ومؤخرا اللغة الإسبانية.

## روابط خارجية
- غادة راضي على موقع الدهليز
- غادة راضي على موقع قاعدة بيانات الأفلام العربية